# Kuo Ťien-mej
Kuo Ťien-mej (čínsky pchin-jinem Guō Jiànméi, znaky 郭建梅; * říjen 1961) je čínská právnička, lidskoprávní aktivistka a ředitelka nestátní neziskové organizace pro právní pomoc ženám. V roce 2005 byla mezi 1000 nominovaných žen na Nobelovu cenu za mír. V roce 2010 získala Cenu Simone De Beauvoir, v roce 2011 Mezinárodní cenu ženské odvahy a v roce 2019 Cenu za správný život.

## Kariéra
Kuo se narodila do rolnické rodiny v chudé oblasti okresu Chua (na severu provincie Che-nan). Na základě své zkušenosti s chudobou, zaostalostí a porušováním práv žen se rozhodla věnovat svůj život zlepšení práv čínských žen.
Když jí bylo 18, začala studovat práva na Pekingské univerzitě. Toto studium dokončila v roce 1983. Poté pracovala pro ministerstvo spravedlnosti, Čínskou federaci žen a Čínské sdružení právníků. V současné době je výkonnou ředitelkou Ústavu pro výzkum ženských práv na Právnické fakultě Pekingské univerzity.
V roce 1995 se Kuo zúčastnila čtvrté Mezinárodní konference právniček a Konferenci o ženách Organizace spojených národů v Pekingu.
V roce 2001 se Kuo podílela na změně čínského zákona o manželství. Je autorkou osmi knih a editorkou tří svazků populárních právnických antologií Právo v každenním životě a Průvodce případy právní pomoci pro ženy.